# Lullaby for Owain
Lullaby for Owain is een compositie van Sally Beamish.
Beamish schreef het kortdurende werkje voor harpiste Helen Tunstall die in 1986 beviel van Owain, een kind met het syndroom van Down. De broer van Beamish, Christopher, had dezelfde aandoening. Beamish schreef het werk met de klank van de harp in het achterhoofd.
Lullaby for Owain ("Wiegeliedje/Slaapliedje voor Owain") werd later bewerkt tot Dances and nocturnes voor trio voor viool, contrabas en piano, opnieuw voor een echtpaar met een kind met downsyndroom. 